# لبنان (لوحة)
لوحة لبنان هيَ لوحة جدارية زيتية لنبيل قانصوه تجسد الحرب الأهلية اللبنانية في مشهد يستحضر أرواح الناس وشخصياتها في خضم الرعب والعنف الذي سيطر على البلاد. ووسط مشهد الفوضى والدمار، تتصل شخصيتان محوريتان ببعضهما البعض رمزياً لتمثيل نداء الوحدة في تحد لقوى التفرق والدمار والإرهاب.

## وصف اللوحة
يبلغ حجم لوحة لبنان المرسومة بالزيت على كتان والمكتملة عام 1983، 28 قدم (8.5 متر) بطول 10 أقدام (3 أمتار). وتتكون من ثلاثة جوانب. في المركز، تتصل شخصيتان لامرأتان تثبان إلى بعضهما البعض وتكادا أن تتلامسا. داخل حيز لؤلؤة صغيرة من الضوء الأخضر الأبيض في وسط اللوحة. أما في المقدمة فتتشكل قاعدة لشخصيتين متقاربتين، حيث تظهر أُم عطوفة تحمل طفلاً انبثق من هيكل هرمي مُضئ بحيث يخدم موازنة وعمق التأثير الكلي للمشهد المركزي.
أما في الجانب الأيمن من اللوحة فتقف امرأة باسطة ذراعيها إلى أعلى تجاه منظور تصاعدي لمشاهد من الدمار والخراب للمباني المحترقة وتدفق معاناة الإنسان والحيوان. قُدمت كصور مجاذية للدمار الذي لحق بلبنان وعاصمتها بيروت. وتحتل امرأتان نائحتان صدارة الجانب الأيمن وهما تضعان إحدى أيديهما فوق رأسيهما بينما تحجبان باليد الأخرى عيون طفل.
بينما يركز الجانب الأيسر على الشكل الذي يبدو كشيخ دُرزي خارج من صورة طائرة وهو يدعو يائساً. ويحيط به على اليسار حصان صاخب في حين ترقد أمامه عذراء قُتلت وغُطيت بعلم لبنان أما خلفه فتبرز قبضات مظلمة في هيئة مخالب زاحفة. وفوقه، يغطي طائر مُجنح نصف شمس مخفية وهو يحلق فوق أكناف الأشجار مُطلقاً لهيباً يحيط بأطفال رُضْع يطوفون حول قوس من أذرع عريضة تندفع من هيئة متضرعة أسفلهم.

## خلفية تاريخية
خلال الحرب الأهلية اللبنانية التي اندلعت في 1975 واستعرت لمدة 15 عاماً في عنف بلا هوادة أسفر عن مقتل أكثر من 100,000 شخص وإصابة العديدين فضلاً عن المعوزين، أجرى قانصوه عدة رحلات إلى بلاده التي مزقتها الحرب. وطوال فترة الصراع، رسم مجموعة واسعة من اللوحات الهامة حول حرب لبنان التي تطورت صورتها وموضوعها إلى تعبيرات عالمية عن وحشية الإنسان ومعاناته. شكلّت هذه اللوحات جزءاً رئيسياً من سلسلة لوحات انقسام الحياة وهي سلسلة مترابطة تضم أعمالاً تتناول مواضيع معاصرة عن الحرب رُسمّت على أحجام كبيرة. ومن بين أعمالها سلسلة فيتنام (1974)، لبنان (1975-1990)، دقيقة واحدة: هيروشيما وناجازاكي (1978-1979)، جنوب أفريقيا (1979-1980)، أمريكا 500 سنة (1989-1991)، الذاكرة الحية (1992-1994).
ومن ناحية الموضوع والأسلوب، تعكس لوحة لبنان 1983 الأسلوب المجازي التعبيري لقانصو في استخدامه لضربات الفرشاة العريضة بألوان ورموز مكثفة تنقل أفكاره السياسية الاجتماعية. كما تعكس شخصية اللوحة وبنيتها عرض قانصو المتقن لمجموعات كبيرة من الشخصيات كجزء من سلسلة متواصلة من ضحايا العنف المرسومة على لوحات كبيرة الحجم تصور مشاهد قاتمة مصحوبة بصور عدوانية ومروعة تهدف إلى جذب المشاهد وشد الانتباه إلى رعب ودمار الحروب. تحمل أعمال قانصو إشارات عن عدد من لوحات القرنين التاسع عشر والعشرين المتعمقة في الأعمال التعبيرية والرومانسية والرمزية مثل لوحات غويا، جيريكو، ديلاكروا، مونك، بيكاسو وأوروزكو.

## وصلات خارجية
- Lebanon painting
- Works for Peace
- The Split of Life
- Online works نسخة محفوظة 3 مايو 2019 على موقع واي باك مشين.